# Bruno Leingkone
Bruno Leingkone, né le 22 octobre 1968, est un homme politique vanuatais. Il est ministre des Affaires étrangères de la République de Vanuatu de février 2016 à décembre 2017, et ministre du Changement climatique de 2020 à 2022.

## Biographie
Bruno Leingkone effectue ses études à l'Institut de Technologie de Vanuatu. D'abord journaliste à la Société de Radiodiffusion et Télévision de Vanuatu (SRTV), il en devient directeur des programmes, puis vice-directeur général. En 2011 il est conseiller juridique auprès du vice-Premier ministre et ministre du Commerce extérieur, Ham Lini.
Lors des élections de 2012, il entre au Parlement pour la première fois, élu député de la circonscription d'Ambrym sous les couleurs du Parti national unifié (PNU, centre-gauche). Il conserve son siège lors des élections législatives de janvier 2016. Le PNU, dirigé par Ham Lini, entre dans le large gouvernement de coalition mené par le nouveau Premier ministre Charlot Salwai, le 11 février. Leingkone est nommé ministre des Affaires étrangères, son premier portefeuille ministériel. En décembre 2017, il accepte de démissionner afin que le Premier ministre puisse attribuer davantage de ministères au parti Terre et Justice.
À l'issue des élections législatives de 2020, Bruno Leingkone est nommé ministre du Changement climatique et de la Gestion des désastres naturels dans le gouvernement du nouveau Premier ministre Bob Loughman. Il entre en fonction alors que le Vanuatu est en état d'urgence depuis le mois de mars et a fermé ses frontières afin de se préserver de la pandémie de Covid-19. Dans le même temps, le pays a été dévasté le 6 avril par le passage du cyclone Harold, cyclone de catégorie 5, la plus dangereuse qui soit,. À Santo et dans d'autres îles du nord du pays, avec des vents allant jusqu'à 250 km/h, le cyclone a provoqué de très importants dégâts, détruisant intégralement des villages et des champs agricoles, et faisant trois morts,. La population de ces îles est privée d'eau et d'électricité, y compris à Luganville, la deuxième ville du pays, où le fleuve Sarakata a crû de plus de six mètres, détruisant des maisons. Les cultures vivrières des populations sont détruites. L'acheminement de l'aide étrangère d'urgence est compliquée par la nécessité de ne prendre aucun risque relatif au Covid-19.
Après avoir inspecté les dégâts provoqués par le cyclone Harold à Santo, il monte ivre à bord d'un vol charter pour retourner à Éfaté. À bord, il importune la pilote, la contraignant à faire demi-tour et poser l'avion à Santo. En juillet 2021, il est condamné pour ces faits à une amende de 300 000 vatu (€2 600) et à 120 heures de travaux d'intérêt général. Il reçoit une grâce présidentielle de la part de Tallis Obed Moses en juillet 2022.
Après les élections législatives anticipées d'octobre 2022, il devient ministre de l'Éducation dans le gouvernement d'Ishmael Kalsakau. Le 8 août 2023, lorsque le Premier ministre remanie le gouvernement pour renforcer sa majorité parlementaire, Bruno Leingkone doit céder son ministère à Christophe Emelee,. Le gouvernement Kalsakau tombe le 4 septembre 2023, cédant la place au gouvernement Kilman VI de Sato Kilman. Le 23 septembre, ce dernier nomme Bruno Leingkone ministre de la Jeunesse, de la Formation et des Sports, remplaçant John Qetu qui vient de démissionner,.
Il perd toutefois son siège de député et donc son ministère le 3 octobre 2023 car, étant malade, il a été absent à trois sessions consécutives du Parlement en août sans y avoir été autorisé par le président du Parlement. Buleban Basile remporte l'élection législative partielle qui en résulte pour lui succéder le 14 mars 2024.